# Poros (eiland)

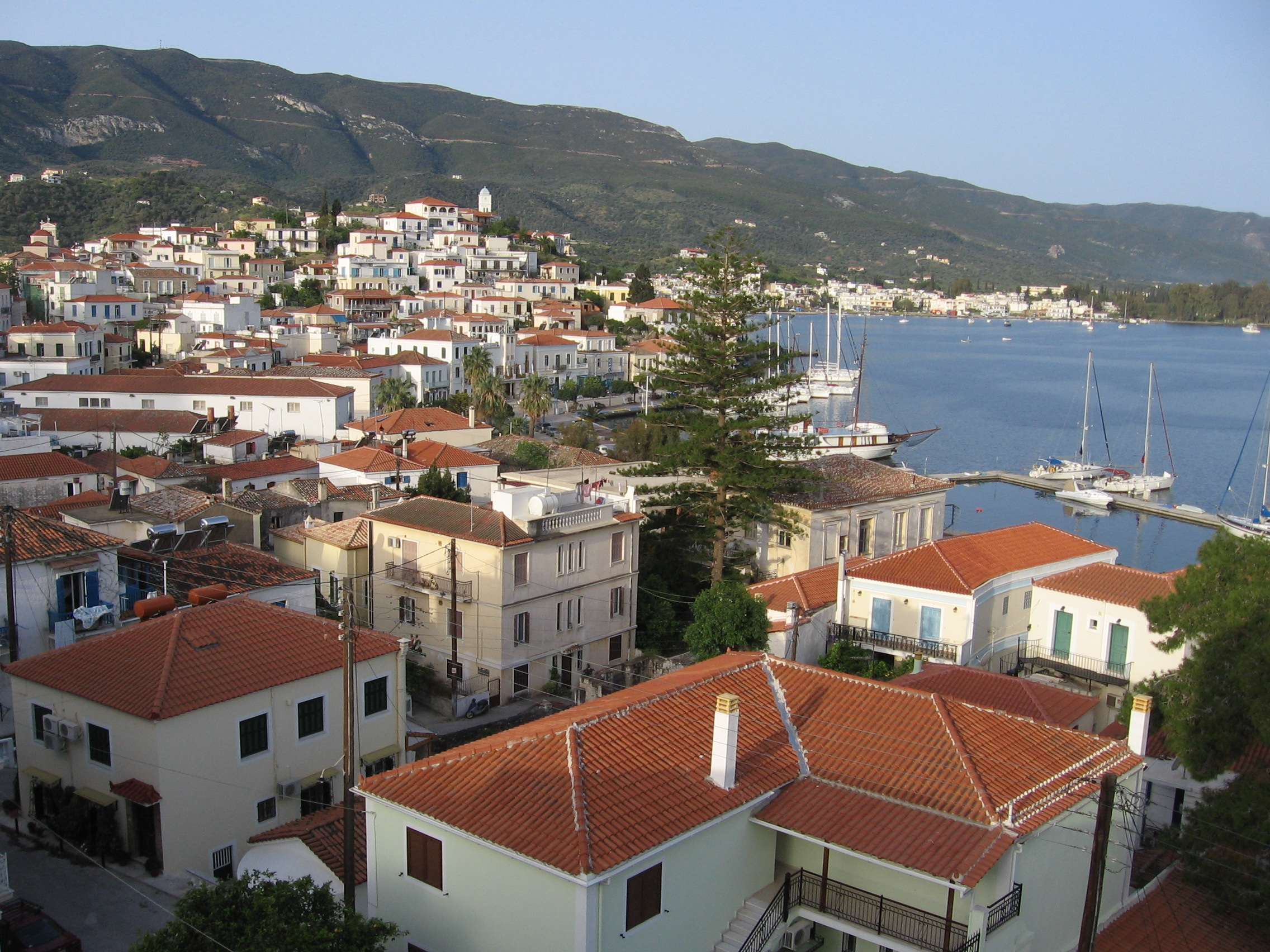
Poros-stad

Poros (Grieks: Πόρος) is een Grieks eiland en gemeente (dimos) in de Golf van Egina, met een oppervlakte van ± 31 km² en ± 4000 inwoners. Het is een van de Saronische Eilanden; de gemeente behoort vanaf 2011 bestuurlijk tot de Griekse bestuurlijke regio (periferia) Attica.
Er is een regelmatige veerbootverbinding met Piraeus (met eventuele tussenstop in Methana en/of Egina) en daardoor wordt het tijdens weekends en vrije dagen druk bezocht door bewoners uit Athene en omgeving.
Het eiland kreeg zijn huidige naam van de slechts 250 tot 400 m smalle zeestraat (πόρος = oversteekplaats) die het van het vasteland scheidt: de zee is er zó smal dat men de mensen aan de overkant zou kunnen herkennen. Regelmatig kan men vanuit de gelijknamige stad Poros met kleine bootjes de oversteek naar het tegenoverliggende Galatás (op de Peloponnesos) maken. 
Eigenlijk bestaat Poros uit twee eilanden, die met elkaar verbonden raakten via een smalle landtong: het (pijn)bosrijke Kalavría (Καλαυρεία) en het kleine, in oorsprong vulkanische Spheria (Σφαίρια) dat nu bijna helemaal is volgebouwd met de kleurrijke huizen van het hoofdplaatsje Poros-stad, en bekroond wordt door een fraaie klokkentoren.

## Geschiedenis
De schrijvers Pausanias en Strabo vermelden dat het eiland Kalaureia in de 7e eeuw v.Chr. het centrum was van een Saronische amphictionie van zeven stadstaten, waartoe ook Athene behoorde. Alle lidstaten namen deel aan de cultus voor Poseidon op Kalauria. De zeegod had hier immers een beroemd heiligdom, waarvan de fundamenten nog te zien zijn. Uit vondsten blijkt dat reeds in de Myceense periode hier een heiligdom was. De tempel was een toevluchtsoord met asielrecht voor schipbreukelingen, piraten en politieke vluchtelingen. Op deze plaats benam Demosthenes zich het leven in 322 v.Chr., omdat hij weigerde zich over te geven aan de Macedonische troepen die hem als staatsvijand tot hier vervolgden.
Poros-stad werd pas in de late Middeleeuwen gesticht. Vele inwoners stammen af van Albanese migranten die zich hier mettertijd vestigden. Tijdens de Turkse overheersing betaalden de eilandbewoners loyaal belasting aan de bezetter, maar deze liet hen verder ongemoeid. In de 18e en 19e eeuw gold Poros als de belangrijkste zeehaven aan de zuidoostkust van Griekenland, en tijdens de Griekse Onafhankelijkheidsoorlog speelde het, samen met Hydra en Spetses een voorname rol. Britse, Franse en Russische diplomaten kwamen hier in 1828 samen om zich te buigen over de toekomstmogelijkheden van een onafhankelijke Griekse staat. In 1831 kwamen de eigengereide eilandbewoners in verzet tegen het in hun ogen al te autoritaire bewind van Kapodistrias; admiraal Miaoúlis blies zelfs liever zijn vlaggenschip op dan het aan de regering over te dragen...
Poros is nog steeds een maritiem centrum. Het bezit een Nationale Zeevaartschool, die in 1849 door koning Otto werd gesticht.

## Bezienswaardig in de buurt
Op 4 kilometer oostwaarts van Poros-stad bevindt zich het fraaie, witte klooster Zoödochos Pigi (dat "Levensbron" betekent), waar enkele verzetshelden van de Onafhankelijkheidsoorlog begraven liggen, onder meer Yakoumakis Tombásis, de eerste admiraal van de Griekse vloot.